# Графический процессор

Блок-схема графического процессора

Графический процессор (англ. graphics processing unit, GPU) — отдельное устройство персонального компьютера или игровой приставки, выполняющее графический рендеринг; в начале 2010-х годов графические процессоры стали массово применяться и в других устройствах: планшетные компьютеры, встраиваемые системы, цифровые телевизоры.
Современные графические процессоры очень эффективно обрабатывают и отображают компьютерную графику, благодаря специализированной конвейерной архитектуре они намного эффективнее в обработке графической информации, чем типичный центральный процессор.
Графический процессор в современных видеоадаптерах применяется в качестве ускорителя трёхмерной графики.
Может применяться как в составе дискретной видеокарты, так и в интегрированных решениях (встроенных в северный мост либо в гибридный процессор).

## Описание

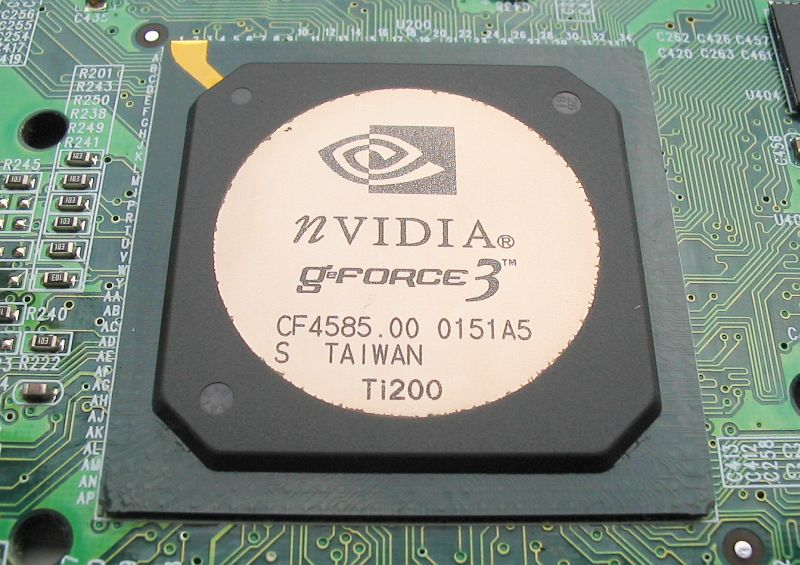
GPU nVidia GeForce 3 Ti 200

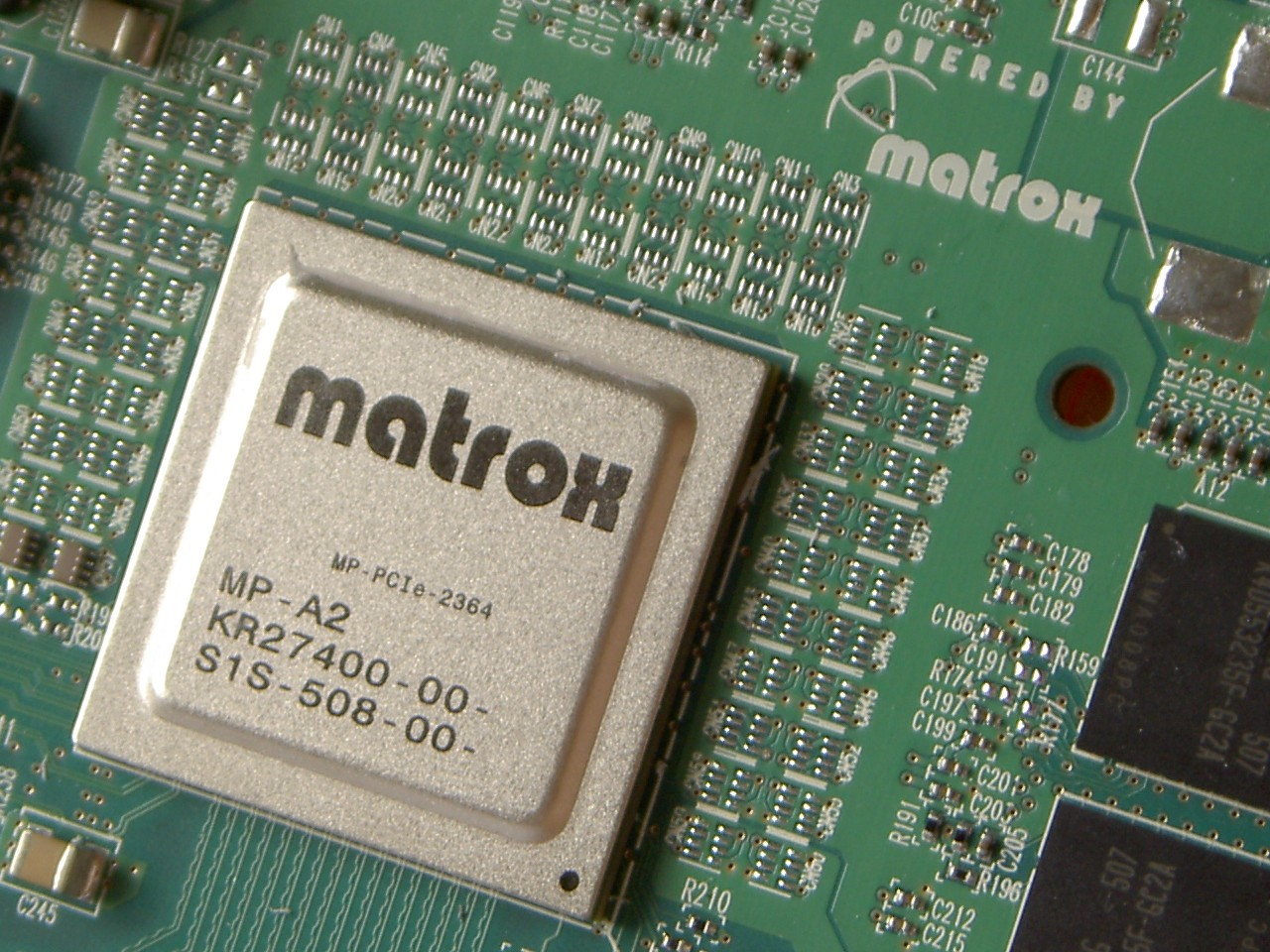
GPU Matrox Parhelia

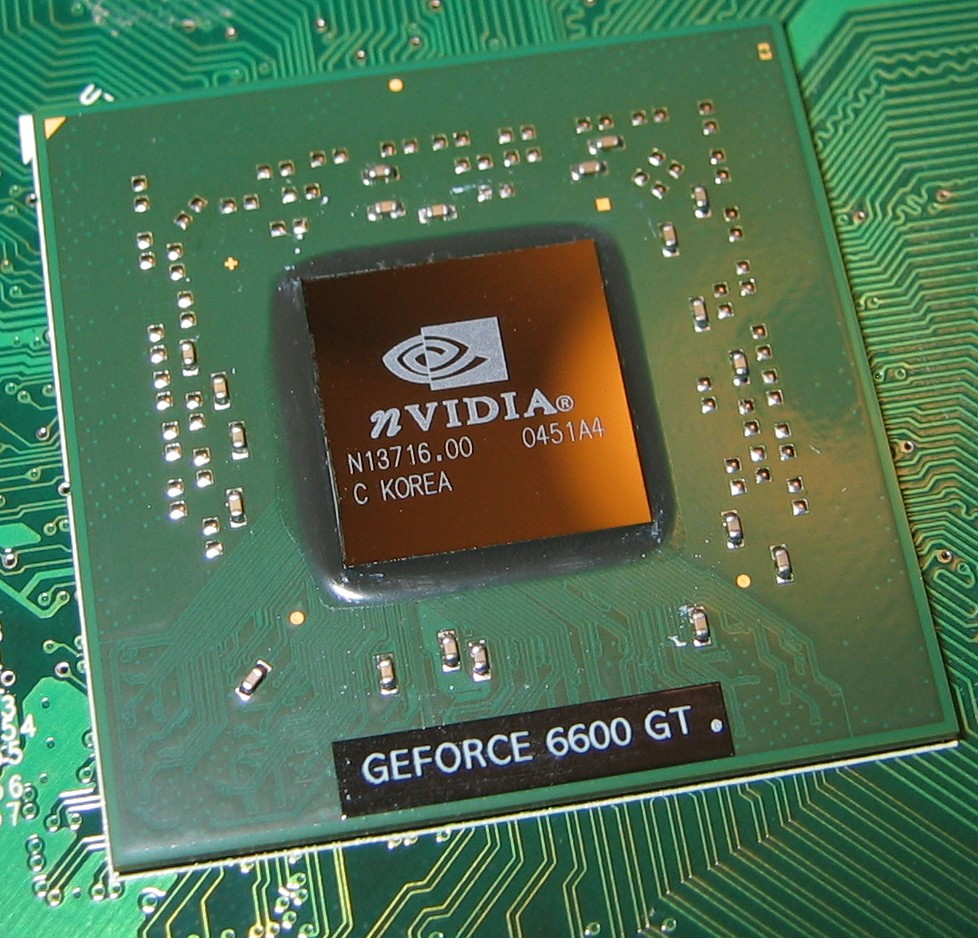
GeForce 6600GT (NV43) GPU

Отличительными особенностями по сравнению с ЦП являются:
- архитектура, максимально нацеленная на увеличение скорости расчёта текстур и сложных графических объектов;
- ограниченный набор команд.

Высокая вычислительная мощность GPU объясняется особенностями архитектуры. Современные CPU содержат небольшое количество ядер (по сравнению с графическими процессорами), тогда как графический процессор изначально создавался как многопоточная структура с множеством ядер. Разница в архитектуре обусловливает и разницу в принципах работы. Если архитектура CPU предполагает последовательную обработку информации, то GPU исторически предназначался для обработки компьютерной графики, поэтому рассчитан на массивно параллельные вычисления.
Каждая из этих двух архитектур имеет свои достоинства. CPU лучше работает с последовательными задачами. При большом объёме однотипной обрабатываемой информации очевидное преимущество имеет GPU. Условие только одно — в задаче должен наблюдаться параллелизм.
Графические процессоры уже достигли той точки развития, когда многие практические вычислительные задачи могут с лёгкостью решаться с их помощью, причём быстрее, чем на многоядерных системах. Будущие вычислительные архитектуры станут гибридными системами с графическими процессорами, состоящими из параллельных ядер и работающими в связке с многоядерными ЦП
Оригинальный текст (англ.)GPUs have evolved to the point where many real-world applications are easily implemented on them and run significantly faster than on multi-core systems. Future computing architectures will be hybrid systems with parallel-core GPUs working in tandem with multi-core CPUs.Профессор Джек Донгарра (Jack Dongarra), Директор Инновационной вычислительной лаборатории Университета штата Теннесси, 2011
Современные модели графических процессоров (в составе видеоадаптера) могут полноценно применяться для общих вычислений (см. GPGPU). Примерами таковых могут служить чипы 5700XT (от AMD) или GTX 1660 Super (от nVidia).

## Внешний графический процессор (eGPU)
Внешний графический процессор — это графический процессор, расположенный за пределами корпуса компьютера. Внешние графические процессоры иногда используются совместно с портативными компьютерами. Ноутбуки могут иметь большой объём оперативной памяти (RAM) и достаточно мощный центральный процессор (CPU), но часто им не хватает мощного графического процессора, вместо которого используется менее мощный, но более энергоэффективный встроенный графический чип. Встроенные графические чипы обычно недостаточно мощны для воспроизведения новейших игр или для других графически интенсивных задач, таких как редактирование видео.
Поэтому желательно иметь возможность подключать графический процессор к некоторой внешней шине ноутбука. PCI Express — единственная шина, обычно используемая для этой цели. Порт может представлять собой, к примеру, порт ExpressCard или mPCIe (PCIe × 1, до 5 или 2,5 Гбит / с соответственно) или порт Thunderbolt 1, 2 или 3 (PCIe × 4, до 10, 20 или 40 Гбит / с соответственно). Эти порты доступны только для некоторых ноутбуков.
Внешние GPU не пользовались большой официальной поддержкой поставщиков. Однако это не остановило энтузиастов от внедрения настроек eGPU.

## Программное обеспечение
На программном уровне видеопроцессор для своей организации вычислений (расчётов трёхмерной графики) использует тот или иной интерфейс прикладного программирования (API).
Самые первые ускорители использовали Glide — API для трёхмерной графики, разработанный 3dfx Interactive для видеокарт на основе собственных графических процессоров Voodoo Graphics.
Поколения ускорителей в видеокартах можно считать по версиям DirectX и OpenGL, которую они поддерживают.
См. также: видеодрайвер.